# Orcheston
Orcheston è un villaggio e una parrocchia civile della contea del Wiltshire che si trova nella piana di Salisbury a nord-ovest di Shrewton nel Sud Ovest dell'Inghilterra, Regno Unito.

## Geografia

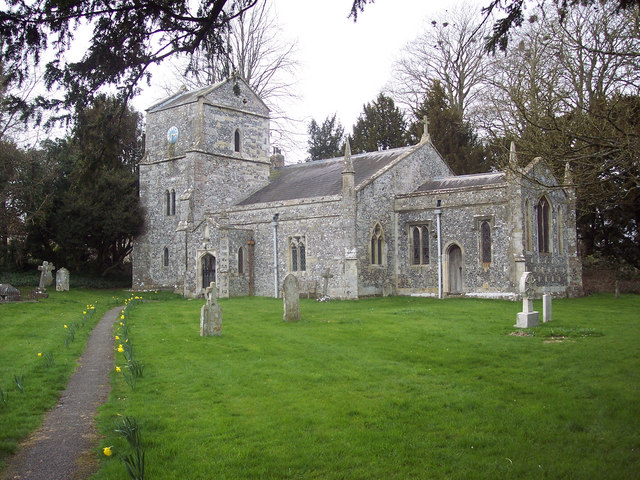
Chiesa di Santa Maria

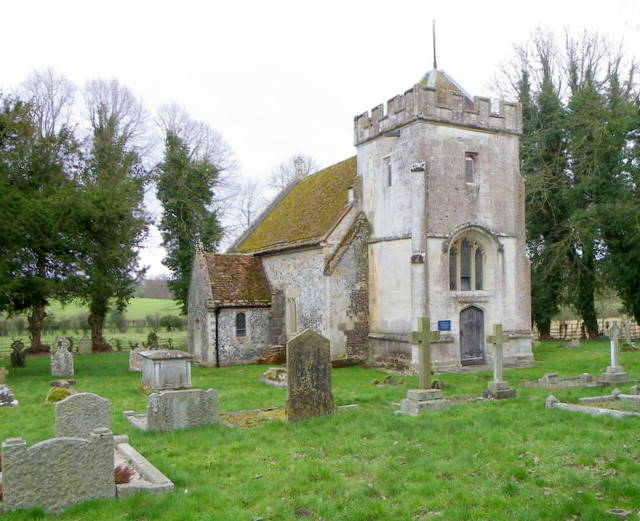
Chiesa di San Giorgio

Il territorio della parrocchia civile è situata a nord-ovest di Shrewton nell'alta valle di Till e comprende le antiche parrocchie di Orcheston St. George e Orcheston St. Mary. Il confine della parrocchia con Tilshead è segnato a nord-ovest da una struttura preistorica (Old Ditch) mentre lo Sparrow Path segna il confine a est con Shrewton. Nella valle ci sono affioramenti di gesso e depositi di ghiaia e l'insediamento è circondato da colline della pianura di Salisbury che a nord si innalzano fino a 158 metri.
Le aree al centro e a sud sono coltivate mentre a nord e a ovest vi sono pascoli. L'area boschiva è ridottissima, soli 35 acri nel 1995. La parte settentrionale è il sito di un esteso sistema di campi preistorici che misura circa 900 acri che è attraversato da un lungo fossato che corre da nord-ovest a sud-est, visibile solo dall'alto. Un certo numero di altri fossati costituiscono gli altri confini e un altro antico sistema di campi di circa 80 acri esiste su Orcheston Down.

## Storia
Il territorio viene citato nel Domesday Book e quattro tenute riportavano il nome di Orcheston nel 1086. La denominazione di Orcheston deriva probabilmente da Ordric's farm e tun, come suggerisce la grafia del nomein uso nel 1296 e nel 1315. L'aggiunta di St. Mary e St. George deriva dalla dedica delle chiese che si trovano nelle due ex parrocchie civili prima che venissero unite. Nel XIII secolo la parrocchia era nota come Orcheston Bovill, in riferimento al nome dei signori del maniero principale, ma nel XIV secolo era diventata Orcheston St. Mary. Le altre due tenute menzionate nel Domesday costituivano Orcheston St. George e questa fu unita a Orcheston St. Mary nel 1934 e quindi conosciuta semplicemente come Orcheston. Tra il 1897 e il 1935 gran parte della terra è stata acquistata dal Dipartimento della Guerra ed è ancora utilizzata per l'addestramento militare, in particolare per i reparti di artiglieria con sede a Larkhill.
Vi sono evidenze di insediamenti preistorici nella parte settentrionale della parrocchia, che è il sito di un esteso sistema di campi che misura circa 900 acri. Due antichi tumuli sono stati trovati su West Down e due su Orcheston Down, uno dei quali è il sito di sepolture sassoni. Un'ascia preistorica è stata trovata vicino a Orcheston St. George nel 1900 ed è molto simile ad altre trovate nella più ampia area di Stonehenge. Questo oggetto è costruito con pietra verde della Cornovaglia. Nel 1084 Orcheston faceva parte dell'area di Dole poi Branch e Dole furono unite dal 1236, ma all'inizio del XIV secolo erano di nuovo entità separate e rimasero così fino al 1487. La popolazione al tempo del Domesday era di circa 100-130 persone distribuite in 30 famiglie. I signori del maniero erano Osbern Giffard e Hugh e William, con Edward di Salisbury come affittuario in capo. C'era una proprietà ininterrotta della Corona con l'abbazia di Caen che aveva diritti all'inizio del XII secolo, ma questi erano passati al Re entro il XIII secolo. Sia Orcheston St. Mary che Orcheston St. George appartennero a Edoardo di Salisbury nel 1086, poi passarono con Shrewton ai discendenti di Edoardo assieme alla contea di Salisbury, che nel 1409 fu tenuta da Thomas Montagu. La tenuta di Orcheston St. Mary passò dai Giffard alla famiglia de Bovill entro il 1169 e poi tornò ai Rollestone entro il 1332. Nel 1337 fu trasferita a Hugh de Audley, conte di Gloucester, e passò, a volte tramite matrimonio, al conte di Stafford fino al 1403. Passò poi tramite il duca di Buckingham alla famiglia Darrell, seguita dalla famiglia Downe. Nel 1697 era di proprietà di George e Lucy Pitt e poi del loro figlio e nipote, anche George Pitt, fino al 1780 quando fu acquisito da Gifford Warriner che deteneva gran parte della parrocchia. Nel 1841 andò a Stephen Mills e sua sorella, Martha, vendette in seguito parte del terreno al Dipartimento della Guerra nel 1897. Altre terre seguirono la stessa sorte, così che nel 1991 la maggior parte del terreno di quella che era stata Orcheston St. Mary apparteneva al Ministero della Difesa.
La tenuta di Orcheston St. George divenne un maniero chiamato Littlecott's e alla fine del XII e XIII secolo William e Anne di Littlecott vi possedevano terreni. Nel 1423 Thomas e Alice Quinton concessero terreni a John Pocock e sua moglie, a vita. Queste tenute costituirono il maniero che fu tenuto dopo il 1428 da John Littlecott, passando attraverso questa famiglia ai Thornborough, tramite matrimonio, fino al 1590 quando John Thornborough lo vendette a John Eyre. Nel 1623, quando Giles Tooker morì, era il legittimo proprietario del maniero che poi passò alla famiglia. Nel 1779 la signoria era passata a John Gibbs. Nel 1785 il maniero fu venduto a Gifford Warriner. Nel 1688 parte della terra di Littlecott fu ereditata da Martha Ernle che trasferì così la proprietà del maniero di Winterbourne Maddington alla vicina Maddington tramite la sua pronipote Elizabeth Drax e poi i suoi figli a Richard Erle-Drax-Grosvenor entro il 1815. Questo fu mantenuto, per discendenza da Ernle, dalla baronessa Dunsany nel 1916 e lei vendette anche la terra al Dipartimento della Guerra nel 1911 e questo dipartimento acquisì il resto di queste terre signorili entro il 1934.
La strada da Devizes a Salisbury fu trasformata in strada a pedaggio nel 1769, ritirata nel 1879 e chiusa intorno al 1900, probabilmente a causa dell'attività militare nella zona. Questa strada attraversava la punta settentrionale della parrocchia e fece sì che la strada principale diventasse la strada da Tilshead a Shrewton, situata nella parte occidentale della parrocchia. Un tempo c'era una strada che collegava Tilshead al Bustard Inn a Shrewton, nota come London road. Nel XVIII secolo c'erano diverse strade che attraversavano la parrocchia; da Orcheston St. Mary a sud fino a Maddington e Shrewton, a sud-est fino a Elston a Orcheston St. George, a sud-ovest fino a Warminster, a nord fino alla strada da Devizes a Salisbury e a nord-est fino a Netheravon. Ora c'è solo una strada principale, ovvero la strada da Devizes a Salisbury.

## Monumenti e luoghi d'interesse
Nel territorio di Orcheston sono presenti vari luoghi d'interesse. Sono ancora in parte visibili tracce di insediamenti preistorici. Cozens Farm e Drax House erano siti legati alla famiglia di Ralph Cosyn e I. S. Drax. La fattoria principale della zona era Rookery Farm, appena a nord della chiesa di Santa Maria. Questa proprietà fu ampiamente riparata nel 1753, furono aggiunte finestre a ghigliottina sul fronte est, fu costruita una nuova scala e le tegole sostituirono il precedente tetto di paglia. Nel XVIII secolo fu aggiunto anche un blocco cucina e nel XIX secolo un nuovo portico abbellì il fronte sud. Casa Quainton, a sud della chiesa, fu costruita in mattoni alla fine del XVII secolo con rivestimenti in pietra, un fronte sud simmetrico e una porta centrale e camini terminali. C'è un cottage con tetto di paglia con struttura in legno del XVII secolo appena a est della chiesa. A sud e a ovest di Broad Mere esistevano diversi cottage e alcuni di questi furono distrutti da un'alluvione nel 1841. Nel 1842 furono costruite due coppie di cottage per sostituirli, ma opportunamente posizionati su un terreno più elevato. Sempre nel XIX secolo, di fronte alla chiesa furono costruiti una scuola e un edificio scolastico. Di particolare interesse anche naturalistico è la particolare copertura erbosa di varie parti del territorio che prende il nome dalla parrocchia, la Orcheston long grass, molto adatta per l'allevamento. Questa veniva falciata una o due volte all'anno e irrigata naturalmente quando il Till si allagava e il raccolto era così fertile che è stato descritto come un vero e proprio cibo degli dei per il bestiame che se ne nutriva. Gli edifici di maggior interesse sono le due chiese.
- Chiesa di Santa Maria (in inglese Church of St Mary). La chiesa parrocchiale anglicana fu costruita alla fine del XIII secolo e in seguito ampliata nel XV secolo. La chiesa fu fondata da Elyas Giffard che donò la chiesa e le sue entrate alla chiesa di St. Peter a Gloucester poco dopo la conquista. La chiesa è costruita in selce e calcare ed ha uno stile molto semplice. Possiede una modesta torre occidentale con merli e un tetto piramidale con tegole gallesi. L'unica decorazione include alcuni abbellimenti sull'esterno occidentale e un arco a pannelli verso la navata. La chiesa ha anche un portico settentrionale, un presbiterio merlato del XII secolo e una porta normanna. La chiesa è a navata unica. Le finestre nella navata e nel presbiterio e la bassa torre risalgono al XIII secolo. Una porta occidentale ad arco Tudor ha sopra di sé una finestra perpendicolare con trafori del XIX secolo, modanature e una selezione di bestie grottesche scolpite. La chiesa di San Giorgio possiede anche alcune belle vetrate colorate e dipinte della fine del XIX secolo nella finestra orientale, costruita nel 1888, e altre, che si trovano nella navata e nel presbiterio creati da Jones e Willis. Appartiene alla diocesi di Salisbury e dal 4 luglio 1985 è considerata un monumento classificato di secondo grado per il suo particolare interesse storico e architettonico.[5][6][7]
- Chiesa di San Giorgio (in inglese Church of St. George). La chiesa anglicana fu costruita alla fine del XIII secolo. Si tratta di un edificio medievale leggermente isolata. È costruita in selce e pietra e presenta una porta normanna a nord e finestre del XIII secolo nella navata e nel presbiterio. Le finestre principali sono perpendicolari, così come la torre di ridotte dimensioni. Le armi reali sono datate 1636 e la maggior parte degli accessori sono di epoca vittoriana. Appartiene alla diocesi di Salisbury e dal 4 luglio 1985 è considerata un monumento classificato di secondo grado per il suo particolare interesse storico e architettonico.[8][9][10][11]